# Tigurini
Tigurini (latinsko Tigurini, starogrško Τιγουρίνοι, latinizirano: Tigourínoi), eno od štirih plemen (latinsko pagus) keltskih Helvetov. Njihov poselitveni prostor je bila okolica Avenchesa v zahodni Švici.

## Etimologija
Ime Tigurini je keltskega izvora in pomeni 'gospodje' ali 'gospodarji' (irsko tigern) oziroma 'gospod' (velško teyrn).

## Zgodovina
Tigurini so leta 109 pr. n. št. skupaj s Helveti prečkali Ren in napadli Galijo. Leta 107 pr. n. št. so se preselili na jug v rimsko regijo Provanso in pri Agenu porazili rimsko vojsko pod poveljstvom Lucija Kasija Longina. Po letu 103 pr. n. št. so se naselili v Jurskem pogorju severno od Ženevskega jezera.
Leta 58 pr. n. št. so se skupaj z drugimi helvetskimi plemeni nameravali preseliti na bogato ozemlje Santonov v jugozahodni Galiji. Cezarjeva rimska armada jih je prestregla in v bitkah pri Ararju in Bibrakti porazila in pobila 228.000 Tigurinov. Bitki sta bili uvod v galske vojne, ki so trajale od leta 58 do 49 pr. n. št..

## Zapuščina
Francoski teolog in reformator Jean Calvin je leta 1549 v Zürichu napisal Consensus Tigurinus (Tigurinski konsenz), s katerim je poslušal poenotiti doktrine protestantskih cerkva glede njihovih sakramentov.
V 17. stoletju je švicarski livar topov Jean-Jacques Keller, ki je bil v službi francoske krone, samega sebe imenoval Kelleri Tiguro, se pravi Keller Tigurin.